# Notommata thopica
Notommata thopica är en hjuldjursart som beskrevs av Harry K. Harring och Myers 1924. Notommata thopica ingår i släktet Notommata och familjen Notommatidae. Inga underarter finns listade i Catalogue of Life.